# Ардолайты
Ардолайты (каз. Ардолайты, до199? г. — Долатты) — село в Уйгурском районе Алматинской области Казахстана. Входит в состав Дардамтинского сельского округа. Находится примерно в 42 км к востоку-юго-востоку от села Чунджа, административного центра района. Код КАТО — 196643200.

## Население
В 1999 году население села составляло 419 человек (214 мужчин и 205 женщин). По данным переписи 2009 года, в селе проживало 419 человек (216 мужчин и 203 женщины).

## Топографические карты
- Лист карты K-44-16 Большой Аксу. Масштаб: 1 : 100 000. Состояние местности на 1987 год. Издание 1991 г.